# Gamma2 Sagittarii
Pour les autres étoiles ayant cette désignation de Bayer, voir Gamma Sagittarii.
Désignations
Gamma2 Sagittarii (γ2 Sgr / γ2 Sagittarii) est une étoile de la constellation du Sagittaire. Elle porte le nom traditionnel d'Alnasl, également orthographié Nash, Nasl, ou El Nasl, qui sont tous issus de l'arabe النصل an-naşl signifiant pointe de flèche.
Le nom d'Alnasl a été officialisé sous cette forme par l'Union astronomique internationale le 21 août 2016.
Alnasl est une géante de type spectral K0 et de magnitude apparente +2,98. Alnasl est à 96 années-lumière de la Terre.